# Allianz Suisse Open Gstaad 2005
Allianz Suisse Open Gstaad 2005 — тенісний турнір, що проходив на ґрунтових кортах у місті Гштаад, Швейцарія з 4 липня. Належав до категорії ATP International Series, був турніром серії Swiss Open Gstaad 2005 року.

## Фінальна частина

### Одиночний розряд
Гастон Гаудіо —  Стен Вавринка 6–4, 6–4

### Парний розряд
Франтішек Чермак /  Леош Фридль —  Міхаель Кольманн /  Райнер Шуттлер 7–6(8–6), 7–6(13–11)